# Contratto di acquisto della Baia di Assab
Il contratto di acquisto della baia di Assab (città portuale dell'Eritrea) fu un compromesso-contratto di acquisto a carattere privato stipulato il 15 novembre 1869 tra il sultano di Raheita e l'esploratore Giuseppe Sapeto, per conto dell'acquirente società di navigazione Rubattino allo scopo di creare un deposito di carbone. L'operazione era di fatto una copertura del Regno d'Italia per dare avvio al colonialismo italiano nell'Africa orientale.

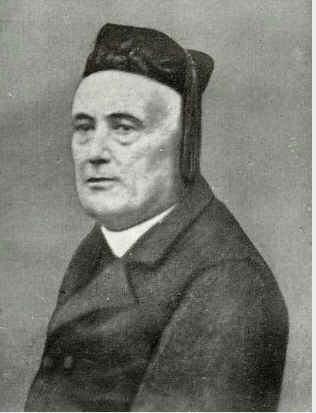
Giuseppe Sapeto, firmatario del contratto d'acquisto per la Baia di Assab per conto della società di navigazione Rubattino, in una foto del 1870 circa

## La baia di Assab: inizio della industrializzazione della regione
Negli anni sessanta dell'Ottocento le linee di comunicazione a vapore, ferrovie e piroscafi, avevano raggiunto la maturità e stavano rimuovendo gli ostacoli naturali sul loro cammino attraverso nuove opere ingegneristiche. L'Italia si trovava al centro dell'area coinvolta da questi lavori, infatti nelle Alpi erano in corso i lavori di perforazione delle gallerie ferroviarie del Frejus e del San Gottardo, che sarebbero stati aperti rispettivamente nel 1871 e nel 1882. D'altra parte nel 1869 fu ufficialmente inaugurato il Canale di Suez che congiungendo direttamente il Mediterraneo ed il Mar Rosso, permetteva di abbreviare notevolmente la rotta dell'India (strategica per l'Impero britannico) e dell'Estremo Oriente. L'Italia si trovava esattamente sul percorso che congiungeva i paesi europei più sviluppati con la nuova rotta di Suez, e pensò di approfittarne.

### L'acquisto di Assab da parte di Rubattino (1869-70)

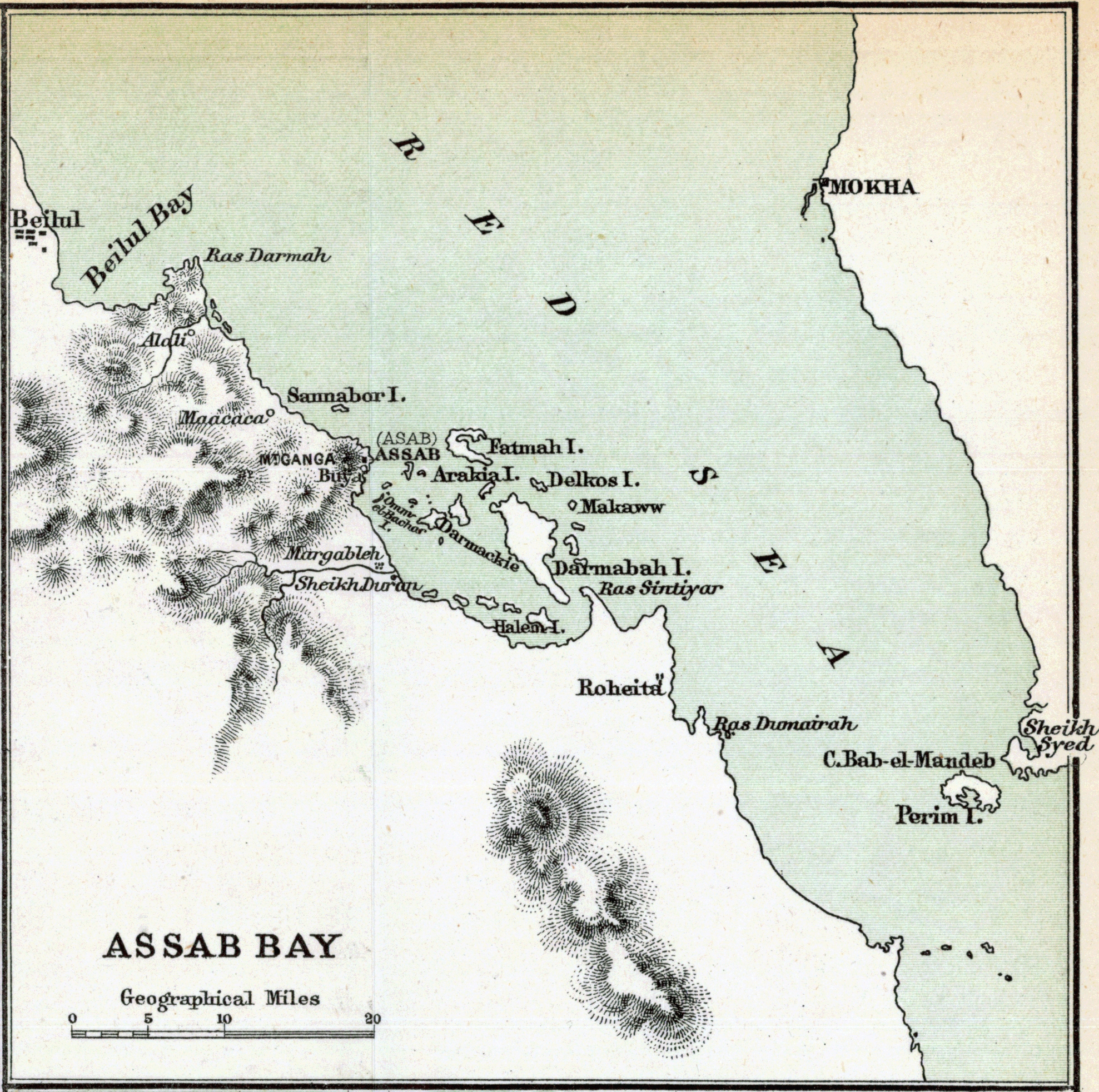
Baia di Assab (1885)

Sapeto aveva esortato nello stesso anno con un memoriale il ministro dell'agricoltura Marco Minghetti del governo di Luigi Federico Menabrea per l'invio nell'area del Mar Rosso di un console italiano e l'acquisto di una stazione mercantile e militare per proteggere il commercio italiano. A tal fine inizialmente Sapeto aveva proposto di acquistare Khur Amera sulla costa araba o Dumeira sulla costa africana. 
Menabrea accolse la proposta e inviò il contrammiraglio Guglielmo Acton e Sapeto ad acquistare la base che ritenessero più opportuna per la flotta italiana nel Mar Rosso. La provvista consisteva in 80.000 lire accreditate su di un conto bancario ad Alessandria d'Egitto.
Il 15 novembre 1869 fu stipulato il compromesso per l'acquisto della Baia con i fratelli arabi Hassan e Ibrahim ben Ahmad, autoproclamatisi sultani di Raheita.
Il prezzo era fissato in 6.000 talleri di Maria Teresa (pari a circa 31.250 lire), di cui duecentocinquanta di caparra (pari a circa 1.300 lire), il tutto doveva essere pagato da Sapeto entro il 20 febbraio 1870, pena la perdita della caparra. Il nuovo territorio della Baia di Assab misurava 6 chilometri di base e sei chilometri di altezza, ed era compreso tra il monte Ganga e il capo Lumah. 
Tuttavia, i presidenti del consiglio Luigi Federico Menabrea e Giovanni Lanza, timorosi delle reazioni delle altre potenze coloniali, chiesero all'armatore genovese Raffaele Rubattino di intestarsi la baia con il pretesto di farci una base per il rifornimento di carbone. L'imprenditore ligure, dal canto suo, non poteva sottrarsi alla richiesta, in quanto obbligato verso lo stato che lo stava salvando dal fallimento.
Il 14 febbraio 1870 Rubattino versò a Sapeto il saldo prezzo e partì la spedizione composta dall'avviso della Regia Marina Vedetta e dal piroscafo della compagnia Rubattino Africa, in rotta per Bombay.
Sbarcato ad Assab Sapeto dovette svolgere un'ulteriore trattativa, in quanto era comparso un nuovo preteso sultano, che dovette essere tacitato. Inoltre i fratelli venditori chiesero di essere pagati in sterline e non più in talleri di Maria Teresa. 
L'11 marzo 1870 venne firmata la convenzione di ratifica con l'assenso del governo italiano: era nato ufficialmente il colonialismo italiano e l'Eritrea italiana, la colonia primogenita. Due giorni dopo Sapeto issò la bandiera italiana ad Assab, per la prima volta in Africa, e furono sparati i ventun colpi di cannone di prammatica; fu regalata una rupia a ogni marinaio, nonché una cassa di spumante d'Asti; infine fu innalzato un cartello con la scritta "Proprietà Rubattino comprata agli 11 marzo 1870". Finita la cerimonia il piroscafo Africa proseguì la sua rotta per Bombay, mentre il Vedetta tornò in Italia.
L'operazione suscitò forti polemiche. Un critico del tempo disse che "se la baia di Assab è stata un affare, lo è stato perché non valeva nulla, e nulla vale ora". Venne nominata una commissione, per decidere se trasformare Assab in una colonia penale o in una base commerciale, ed allo stesso tempo continuò la sfiducia nell'operazione di Sapeto, mentre si cercò di colonizzare (inutilmente) l'isola di Sumatra in Indonesia. A causa anche di questo inutile sforzo, la politica coloniale si concentrò sul Corno d'Africa.
Quattro giorni dopo l'acquisto della baia di Assab le truppe egiziane distrussero il cartello e la baracca di Sapeto, mentre i pretesi sultani dancali furono picchiati..

### L'acquisto di Assab da parte dello Stato (1879-82)
Nel 1879 Rubattino fece pubblicare a Sapeto un nuovo libro che facesse tornare l'attenzione su Assab. La Gran Bretagna avvertì, tuttavia, che avrebbero potuto esserci reazioni egiziane; perciò il governo italiano chiese ancora una volta a Rubattino di fare da prestanome. L'espediente si rivelò inutile, dal momento che la formazione del corpo di spedizione della Regia Marina nel porto di Napoli era palese. In ogni modo il 25 dicembre 1879 le truppe italiane occuparono definitivamente la Baia di Assab.
La baia di Assab venne acquistata ufficialmente solo il 10 marzo 1882 dal Governo italiano con una convenzione con la compagnia Rubattino, ad un costo di 416.000 lire. La Colonia eritrea nacque con il regio decreto n. 6592 del 1º gennaio 1890 a firma del re Umberto I e del presidente del Consiglio Francesco Crispi.